# خنغ (كاكان)
خنغ (بالفارسية: خنگ) هي قرية تقع في إيران في قسم کاکان الريفي. يقدر عدد سكانها بـ 129 نسمة بحسب إحصاء 2016.